# Thora Birch
Thora Birch (Los Angeles, Califórnia, 11 de março de 1982) é uma atriz norte-americana. Atuou em papéis de destaque na infância, estrelando em filmes como Abracadabra de 1993, Agora e Sempre de 1995 e Alaska - Uma Aventura Inacreditável de 1996. No final da década de 1990, ela se destacou em papéis mais maduros como Beleza Americana de 1999, Dungeons & Dragons de 2000, O Buraco e Ghost World de 2001.

## Biografia e carreira
Thora nasceu em Los Angeles, Califórnia, ela é a  filha mais velha de Jack Birch e Carol Connors. Seus pais, que eram seus empresários desde o início, são ex-atores de filmes para o público adulto, e apareceram em Deep Throat. Thora é de ascendência judia alemã, escandinava e italiana. O sobrenome original da família era "Biersch", provenientes de seus antepassados judeus alemãs. Seu nome, Thora, é derivado do nome do deus nórdico do trovão e do relâmpago, Thor. Ela tem um irmão mais novo chamado Bolt Birch.  Ela precisou de Ritalina devido a sua hiperatividade desde a infância.
A partir dos quatro anos de idade, Thora apareceu em muitos comerciais de TV, incluindo um para a marca de aveia Quaker Oats e um outro para a Vlasic Pickles. Seu primeiro trabalho recorrente na TV foi na série Day by Day, onde interpretou a personagem "Molly", e foi creditada simplesmente como "Thora". Sua carreira cinematográfica teve um auspicioso início nesse mesmo ano, quando ela ganhou o prêmio Young Artist Award por sua performance no filme Purple People Eater, onde atuou ao lado de Ned Beatty e Neil Patrick Harris.
Em 1990, ela apareceu na série Parenthood com o ainda desconhecido Leonardo DiCaprio, porém ela não foi creditada na série. O primeiro filme de destaque foi Paradise (1991) de 1991, onde interpretou a personagem "Billie Pike" e atuou ao lado de Don Johnson, Melanie Griffith e Elijah Wood. Para conseguir o papel ela teve de competir com mais de 4.000 outras crianças. Birch recebeu elogios por seu desempenho no filme. Com uma capacidade de retratar meninas com um jeito moleque, ela fez em 1991 o papel principal no filme All I Want for Christmas no papel de "Hallie O'Fallon", seguido de um papel de apoio de alto perfil como a filha de Harrison Ford em Patriot Games de 1992. Em 1993 veio o filme Hocus Pocus. Monkey Trouble de 1994, talvez seja o seu filme mais conhecido da infância. Ainda em 1994, ela fez o filme Clear and Present Danger, atuando novamente ao lado de Harrison Ford.
Thora interpretou em 1995 "Teeny" quando jovem, no filme Now and Then, atuando ao lado de Gaby Hoffmann, Christina Ricci, Demi Moore, Rosie O'Donnell e Melanie Griffith. O filme foi dirigido por Leslie Linka Glatter e conta a história de quatro amigas de infância que se reencontram anos depois, quando uma delas fica grávida. Em 1996, Thora atuou no filme de aventura Alaska onde desempenha o papel de "Jessie Barnes", uma jovem que se muda para o Alasca com o pai (vivido por Dirk Benedict) e o irmão depois da morte de sua mãe. Depois desse filme, ela deu uma pausa na carreira no cinema e só voltou em 1999, no filme para TV, Night Ride Home, seguido de uma pequena participação no filme Anywhere But Here com Natalie Portman e Susan Sarandon. Thora foi inicialmente escolhida para o papel de "Tammy Metzler" no filme Election, mas acabou sendo dispensada após o terceiro dia de filmagens, devido a divergências com diretor/escritor Alexander Payne. Jessica Campbell foi então selecionada para o seu papel.
Mais tarde, ainda em 1999, Thora ganhou enorme elogio da crítica por seu papel de "Jane Burnham" em Beleza Americana, filme de Sam Mendes e foi indicada ao prêmio British Academy of Film and Television Arts. Beleza Americana fez um grande sucesso e ganhou o Oscar de Melhor Filme. Na época do filme, Thora tinha 16 anos, e, portanto, classificada como  menor de idade nos Estados Unidos, fazendo com que seus pais tivessem que aprovar sua breve cena de topless no filme.
Depois dos papéis principais nos filmes The Smokers, Dungeons & Dragons e The Hole, Thora interpretou um papel de destaque no filme Ghost World de 2001, ao lado de Scarlett Johansson, Steve Buscemi e Brad Renfro. Ela foi indicada ao Globo de Ouro por sua atuação nesse filme. Filmes recentes incluem Homeless to Harvard: The Liz Murray Story, Slingshot, Dark Corners (em que ela apareceu no papel principal como uma mulher que acorda um dia como uma pessoa diferente e acaba sendo perseguido por terríveis criaturas), Tainted Love e Winter of Frozen Dreams.
O New York Post, relatou uma controvérsia no set de Winter of Frozen Dreams:

Mesmo que a indústria filme cenas da prática de sexo em um ambiente fechado, com poucas pessoas, Jack Birch - que conheceu a mãe de Thora, Carol Connors, quando coestrelava com ela no filme pornográfico, Deep Throat - exigiu estar presente com sua filha e Dean Winters,  nas filmagens da cena de sexo. "Foi muito errado", disse um informante. "O diretor dizendo, "Mais forte! Mais rápido!" e o pai dela elogiando a performance de Winters...". Um problema com o foco da câmera exigiu que a cena fosse feita em catorze tomadas. "Foi a mais bizarra, e perversa cena", disse a nossa testemunha. "Uma moça da equipe até chorou".
Thora em 2008, fez o filme Train, seu irmão, Bolt Birch, fez um pequeno papel. Birch indicou que ela aspira se tornar uma diretora e começou, recentemente, dirigindo um curta de comédia chamado The Doomed Planet. Os esboços do curta podem ser vistos em seu site oficial.

## Filmografia
| Ano       | Filme                                     | Papel                        | Notas         |
| --------- | ----------------------------------------- | ---------------------------- | ------------- |
| 2012      | Petunia                                   | Vivian Petunia               |               |
| 2010      | The Story of Bonnie and Clyde             | Blanche Barrow               |               |
| 2010      | Crossmaglen                               | Nulla McGarvey               |               |
| 2009      | Cavegirl                                  | Cavegirl                     |               |
| 2009      | Winter of Frozen Dreams                   | Barbara Hoffman              |               |
| 2009      | Flashes de Uma Psicose                    | Lucy                         |               |
| 2008      | Train                                     | Alex                         |               |
| 2006      | Dark Corners                              | Karen Clarke/Susan Hamilton  |               |
| 2006      | Tainted Love                              | Mia                          |               |
| 2005      | Golpe do Destino                          | April                        |               |
| 2004      | The Dot                                   | Narradora                    | Voz           |
| 2004      | Silver City                               | Karen Cross                  |               |
| 2003      | Homeless to Harvard: The Liz Murray Story | Liz Murray                   | Para TV       |
| 2002      | Shadow Realm                              | Susan Thornhill              | Para TV       |
| 2001      | Ghost World                               | Enid                         |               |
| 2001      | O Buraco                                  | Liz Dunn                     |               |
| 2000      | Dungeons & Dragons                        | Empress Savina               |               |
| 2000      | The Smokers                               | Lincoln Roth                 |               |
| 1999      | Em Qualquer Outro Lugar                   | Mary                         | Não creditado |
| 1999      | Beleza Americana                          | Jane Burnham                 |               |
| 1999      | Regresso Noturno                          | Clea Mahler                  | Para TV       |
| 1996      | Alaska - Uma Aventura Inacreditável       | Jessie Barnes                |               |
| 1995      | Agora e Sempre                            | Tina "Teeny" Tercell (jovem) |               |
| 1995      | Blackbird Hall                            |                              | Para TV       |
| 1994      | Perigo Real e Imediato                    | Sally Ryan                   |               |
| 1994      | Meu Pequeno Ladrão                        | Eva                          |               |
| 1993      | Abracadabra                               | Dani                         |               |
| 1992      | Jogos Patrióticos                         | Sally Ryan                   |               |
| 1992      | Itsy Bitsy Spider                         | Garotinha                    | Voz           |
| 1991      | All I Want for Christmas                  | Hallie O'Fallon              |               |
| 1991      | Paraíso                                   | Billie Pike                  |               |
| 1990      | Dark Avenger                              | Susie Donovan                | Para TV       |
| 1988      | Um Alienigena do Barulho                  | Molly Johnson                |               |
| Televisão |                                           |                              |               |
| Ano       | Título                                    | Papel                        | Notas         |
| 2019-20   | The Walking Dead                          | Mary (Gamma)                 | Recorrente    |
| 2002      | Night Visions                             | Susan Thornhill              | 1 episódio    |
| 1997      | Touched by an Angel                       | Erin                         | 1 episódio    |
| 1997      | Promised Land                             | Allison Rhodes               | 1 episódio    |
| 1995      | The Outer Limits                          | Aggie Travers                | 1 episódio    |
| 1994      | Monty                                     | Ann Sherman                  | 1 episódio    |
| 1991      | Amen                                      | Brittany                     | 1 episódio    |
| 1990      | Married People                            | Emily                        | 1 episódio    |
| 1990      | Parenthood                                | Taylor Buckman               | Não creditada |
| 1989      | Doogie Howser, M.D.                       | Megan                        | 1 episódio    |
| 1988-89   | Day by Day                                | Molly                        | 21 episódios  |